# Шемякин, Константин Яковлевич
Константи́н Я́ковлевич Шемя́кин (6 мая 1864 — сентябрь 1927) — генерал-майор Российской императорской армии. Начальник штаба 20-го армейского корпуса (1910—1915). Участник Первой мировой войны, был пленён в Мазурском сражении вместе с остатками 20-го армейского корпуса. Обладатель Георгиевского оружия (1915). В 1918 году вступил в Красную армию, служил на различных должностях, связанных с преподавательской деятельностью.

## Биография
Родился 6 мая 1864 года, из семьи потомственных русских военных-дворян, православный. Окончил Новгородское реальное училище, после чего 1 сентября 1880 года ступил на службу в армию. В 1882 году, окончив 2-е военное Константиновское училище, был направлен в Михайловское артиллерийское училище, которое окончил в следующем году, в чине подпоручика со старшинством 12 августа 1883 года, после чего был распределён в 22-ю артиллерийскую бригаду. В чин поручика был произведён со старшинством с 8 августа 1885 года.
В 1891 году окончил Николаевскую военную академию по 1-му разряду. В штабс-капитаны был произведён со старшинством с 22 мая 1891 года. Некоторое время находился при Одесском военном округе, а затем при Варшавском военном округе, отбыв лагерный сбор. 26 ноября 1891 года был назначен начальником строевого отдела штаба Очаковской крепости, находился в этой должности до 21 марта 1897 года. 28 марта 1893 года получил старшинство в чине капитана. С 10 ноября 1894 года по 9 декабря 1895 года отбывал цензовое командование в 86-м пехотном Вильманстрандском полку, в должности командира роты. С 21 марта по 9 сентября 1897 года был обер-офицером для поручений при штабе Одесского военного округа. Был начальником строевого отдела штаба Севастопольской крепости, с 9 сентября 1897 года по 25 октября 1901 года. 5 апреля 1898 года получил старшинство в чине подполковника. С 1 мая по 9 сентября 1901 года отбывал цензовое командование в 49-м пехотном Брестском полку. С 25 октября 1901 года по 5 июня 1903 года находился на должности штаб-офицера при управлении 55-й резервной пехотной бригады.
В 1902 году «за отличие» был произведён в полковники со старшинством с 14 апреля 1902 года. Занимал должность начальника штаба Севастопольской крепости, с 5 июня 1903 года по 3 февраля 1907 года. В 1904 году, с мая по июль, был прикомандирован к артиллерии. С 3 февраля 1907 года по 13 июля 1910 года — командир 49-го пехотного Брестского полка. 13 июля 1910 года «за отличие» получил старшинство с присвоением чина генерал-майора. 13 июля 1910 года был назначен на должность начальника штаба 20-го армейского корпуса.

Начальником штаба корпуса был генерал-майор Константин Яковлевич Шемякин, тоже чрезвычайно добрый и очень ленивый эгоист, такой же, как и Смирнов, но при этом был помешан на своей полноте. С целью похудеть он с раннего утра ездил верхом и ходил пешком по всему городу, мало обращая внимания на службу которую совершенно не понимал. Крайне неприятно было видеть на высокой роли начальника штаба корпуса человека, который не имел понятия о службе Генерального штаба. К тому же был нерешительный и не авторитетный. Штабом всецело руководили другие. Как на одну из достопримечательностей Шемякина надо ещё указать, что он придавал какое-то особое значение тому, что на какой-то его троюродной сестре женат адмирал Григорович (морской министр). — Анатолий Николаевич Розеншильд фон Паулин. Дневник: Воспоминания о кампании 1914–1915 годов.
Был участником в Первой мировой войны. В августе 1914 года участвовал в Восточно-Прусской операции и битве при Гумбиннене, которая состоялась 20 августа 1914 года. В феврале 1915 года во время отступления 10-й армии, 20-й армейский корпус попал в окружение в Августовских лесах, и после нескольких неудачных попыток прорвать окружение противника остатки корпуса были взяты в плен немецкими войсками. Высочайшим приказом от 28 марта 1915 года был отчислен от должности «за нахождением в плену».
После Октябрьской революции, в 1918 году, вступил в Красную армию. По состоянию на 1 ноября 1918 года был начальником администрации мобилизационного отдела Тульского губернского исполнительного комитета по военным делам. 25 ноября 1918 года назначен начальником Тульской пехотной школы. По состоянию на 11 декабря 1919 года занимал должность Тульского губернского военного руководителя. Был включён в списки Генерального штаба Красной армии от 15 июля 1919 года и 7 августа 1920 года.
Скончался в 1927 году.
Состоял в браке, имел дочь.

## Награды
Константин Яковлевич Шемякин был удостоен следующих наград:
- Георгиевское оружие (Высочайший приказ от 18 марта 1915)
— «за то, что 29 авг. 1914 г., когда обнаружилось появление значительных сил противника на левом фланге корпуса, чем создалась для этого последнего крайне тяжелая обстановка, подвергая свою жизнь явной опасности, оказавшись под шрапнельным и пулеметным огнем противника, своими энергичными распоряжениями, сохраняя при этом полное спокойствие, содействовал успешным действиям корпуса и выполнению поставленной корпусу трудной задачи.»[4];
- Орден Святого Владимира 3-й степени (Высочайший приказ от 6 декабря 1913); мечи к ордену (Высочайший приказ от 16 ноября 1914);
- Орден Святой Анны 2-й степени (18 июня 1910);
- Орден Святой Анны 3-й степени (1905);
- Орден Святого Станислава 1-й степени с мечами (Высочайший приказ от 26 февраля 1915);
- Орден Святого Станислава 2-й степени (1906);
- Орден Святого Станислава 3-й степени (1898).